# Fernando Rainieri
Fernando Antonio El Colorao Rainieri Marranzini (Santo Domingo, años 1940 - Santo Domingo, 6 de octubre de 2015) fue un empresario turístico, ministro y diplomático de la República Dominicana.

## Biografía
Rainieri nació en una familia con tradición hotelera: sus abuelos paternos, Isidoro Rainieri y Bianca Franceschini, emigraron del norte de Italia al norte de la República Dominicana, y establecieron dos hoteles, el Hotel Rainieri en Puerto Plata y el Hotel El Comercio en Santiago, y procrearon más de 10 hijos.
Sus padres eran Francisco Rainieri Franceschini (hijo de los inmigrantes antedichos) y Venecia Margarita Marranzini Lepore (hija de los inmigrantes italianos Orazio Michelo Marranzini Inginio e Inmaccolatta Lepore Rodia, quienes habían emigrado durante su niñez con sus respectivas familias, desde Santa Lucia di Serino, en el sur de Italia). Era hermano de Frank Rainieri, empresario turístico desarrollador de Punta Cana, y medio-hermano de Luis Manuel Machado Marranzini, abogado.
En 1986, el presidente dominicano Joaquín Balaguer le designó secretario de Estado (ministro) de Turismo de la República Dominicana.
Fue director del Instituto para el Desarrollo de la Infraestructura Turística, presidente para las Américas de la Organización Mundial del Turismo (OMT), secretario del Consejo Directivo de la Mesa Redonda de los Países de la Mancomunidad, además de presidente del capítulo dominicano de la organización Save the Children.
En abril de 2014, fue nombrado cónsul honorario de Australia en la República Dominicana.
Murió a causa de un infarto el 6 de octubre de 2015 en Santo Domingo, horas después de haber retornado de España.